# 森望
森 望（もり のぞむ）は、日本の地方公務員、国土交通技官。国土交通省国土技術政策総合研究所道路交通研究部長や、国立研究開発法人土木研究所研究調整監を経て、久留米市副市長。

## 人物・経歴
佐賀県武雄市生まれ。九州大学大学院工学研究科土木工学専攻修了。1984年、建設省入省。国土交通省国土技術政策総合研究所道路空間高度化研究室長等を経て、2006年、国土交通省都市・地域整備局大都市圏整備課関西文化学術研究都市建設推進室長。
2008年、国土交通省国土技術政策総合研究所総合技術政策研究センター建設マネジメント研究官。2012年、国土交通省国土技術政策総合研究所道路研究部長。2014年、国土交通省国土技術政策総合研究所道路交通研究部長。2015年、国立研究開発法人土木研究所研究調整監。
2016年、久留米市副市長。2020年、久留米市副市長退任、国土交通省大臣官房付、定年退官。同年久留米市副市長再任。副市長として、大雨災害への対応や、台北市との交流などにあたった。また、久留米都市開発ビル株式会社代表取締役社長として、久留米市に対する21億円の債務に対する対応なども行った。
久留米市地域公共交通会議会長、公益財団法人久留米市都市公園管理センター副理事長、くるめ水の祭典振興会支援担当副会長、公益財団法人久留米地域地場産業振興センター理事長、公益財団法人久留米観光コンベンション国際交流協会副理事長なども務めた。